# 厚東篤太郎
厚東 篤太郎（日語：こうとう とくたろう，1878年7月22日—1958年9月18日）為日本陸軍軍人。最終階級為陸軍中將。

## 生平
本籍山口縣。陸軍大佐厚東武直的長男。讀過成城學校。1898年（明治31年）11月、陸軍士官學校（10期）畢業。翌年6月、任官步兵少尉，擔任步兵第47聯隊付。擔任過中央幼年學校生徒隊付。日俄戰爭擔任遼東守備軍副官，隨隊參戰。擔任過關東都督府陸軍副官。1910年（明治43年）11月、陸軍大學校（22期）畢業，就任步兵第3連隊中隊長。
1911年（明治44年）9月、擔任第10師團參謀。1912年（明治45年）3月、升進步兵少佐，派令為步兵第6聯隊付。擔任過步兵第6聯隊大隊長。1915年（大正4年）3月、就任皇族付武官（秩父宮雍仁親王付）。1920年（大正9年）8月、升進步兵大佐。1922年（大正11年）8月、擔任步兵第37聯隊長。後擔任第8師團參謀長。1924年（大正13年）4月、進級陸軍少將，就任步兵第32旅團長。
1925年（大正14年）5月、擔任陸士本科長，之後任陸士幹事。1929年（昭和4年）8月、進升陸軍中將，就任旅順要塞司令官。1931年（昭和6年）10月、擔任第11師團長。因一·二八事變接受動員徵召令，停戰後歸還。1933年（昭和8年）3月成為待命狀態，隨後編入預備役。1935年（昭和10年）12月、就任三笠宮家別當。

## 親族
- 養子 厚東隆男（陸軍中佐）
- 義兄 河村正彦（陸軍中將）